# Taxi Killer
Taxi Killer è un film del 1988 diretto da Stelvio Massi (con lo pseudonimo di Max Steel).

## Trama
Jenny Sullivan, una giovane tassista viene aggredita da quattro teppisti, ma purtroppo la polizia si occupa di altro piuttosto che indagare sull'aggressione. E, così Jenny, delusa dagli inquirenti, decide di compiere la sua vendetta.